# Giải Video âm nhạc của MTV năm 2011
2011 MTV Video Music Awards diễn ra vào ngày 28 tháng 8, tại Nhà hát Nokia ở Los Angeles, nhằm tôn vinh những video âm nhạc tốt nhất từ năm trước. Ngày 20 tháng 7, các đề cử đã được công bố. Katy Perry nhận được nhiều đề cử nhất với mười đề cử, theo sau là Adele, và Kanye West, đều nhận được bảy đề cử.
Tại buổi lễ trao giải, Katy Perry đã giành được ba giải thưởng, bao gồm cả giải thưởng Video của năm cho "Firework". Adele cũng đã giành được ba giải thưởng, cho "Rolling in the Deep". "Công chúa nhạc Pop" Britney Spears đã được trao giải Video Pop hay nhất cho "Till The World Ends", cũng giải thưởng Michael Jackson video Vanguard cho những đóng góp của mình cho các video âm nhạc và văn hóa pop. Lady Gaga cũng giành được hai giải thưởng, bao gồm cả Video của nghệ sĩ nữ hay nhất cho "Born This Way". Beyonce Knowles, Justin Bieber, Tyler, The Creator, Nicki Minaj, Kanye West (chia sẻ cùng Perry), Foo Fighters, và the Beastie Boys mỗi người thắng một giải.

## Danh sách người thắng cuộc

### Video của năm

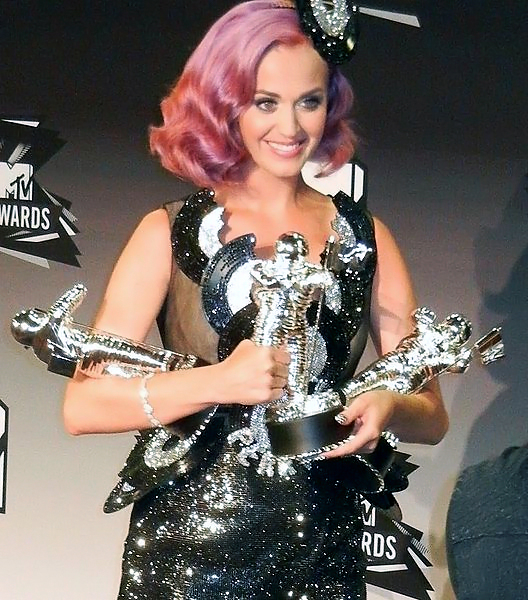
Katy Perry cùng với giải thưởng của cô ấy

Katy Perry — "Firework"
- Adele — "Rolling in the Deep"
- Beastie Boys — "Make Some Noise"
- Bruno Mars — "Grenade"
- Tyler, the Creator — "Yonkers"

### Video nghệ sĩ nam xuất sắc nhất
Justin Bieber — "U Smile"
- Eminem (song ca với Rihanna) — "Love the Way You Lie"
- Cee-Lo Green — "Fuck You!"
- Bruno Mars — "Grenade"
- Kanye West (song ca với Rihanna and Kid Cudi) — "All of the Lights"

### Video nghệ sĩ nữ xuất sắc nhất
Lady Gaga — "Born This Way"
- Adele — "Rolling in the Deep"
- Beyoncé — "Run the World (Girls)"
- Nicki Minaj — "Super Bass"
- Katy Perry — "Firework"

### Nghệ sĩ mới xuất sắc nhất
Tyler, The Creator — "Yonkers"
- Big Sean (song ca với Chris Brown) — "My Last"
- Foster the People — "Pumped Up Kicks"
- Kreayshawn — "Gucci Gucci"
- Wiz Khalifa — "Black and Yellow"

### Video Pop xuất sắc nhất
Britney Spears — "Till the World Ends"
- Adele — "Rolling in the Deep"
- Bruno Mars — "Grenade"
- Katy Perry — "Last Friday Night (T.G.I.F.)"
- Pitbull (song ca với Ne-Yo, Nayer và Afrojack) — "Give Me Everything"

### Video Rock xuất sắc nhất
Foo Fighters — "Walk"
- The Black Keys — "Howlin' for You"
- Cage the Elephant — "Shake Me Down"
- Foster the People — "Pumped Up Kicks"
- Mumford & Sons — "The Cave"

### Video Hip-Hop xuất sắc nhất
Nicki Minaj — "Super Bass"
- Chris Brown (song ca với Lil Wayne và Busta Rhymes) — "Look at Me Now"
- Lupe Fiasco — "The Show Goes On"
- Lil Wayne (song ca với Cory Gunz) — "6 Foot 7 Foot"
- Kanye West (song ca với Rihanna và Kid Cudi) — "All of the Lights"

### Hợp tác xuất sắc nhất
Katy Perry (song ca với Kanye West) — "E.T."
- Chris Brown (song ca với Lil Wayne và Busta Rhymes) — "Look at Me Now"
- Nicki Minaj (song ca với Drake) — "Moment 4 Life"
- Pitbull (song ca với Ne-Yo, Nayer, và Afrojack) — "Give Me Everything"
- Kanye West (song ca với Rihanna) — "All of the Lights"

### Đạo diễn Video xuất sắc nhất
Beastie Boys — "Make Some Noise" (Đạo diễn: Adam Yauch)
- 30 Seconds to Mars — "Hurricane" (Đạo diễn: Bartholomew Cubbins)
- Adele — "Rolling in the Deep" (Đạo diễn: Sam Brown)
- Eminem (song ca với Rihanna) — "Love the Way You Lie" (Đạo diễn: Joseph Kahn)
- Katy Perry (song ca với Kanye West) — "E.T." (Đạo diễn: Floria Sigismondi)

### Video có Vũ đạo xuất sắc nhất
Beyoncé — "Run the World (Girls)" (Biên đạo múa: Frank Gatson, Sheryl Murakami và Jeffrey Page)
- Lady Gaga — "Judas" (Biên đạo múa: Laurieann Gibson)
- LMFAO (song ca với Lauren Bennett và GoonRock) — "Party Rock Anthem" (Biên đạo múa: Hokuto Konishi)
- Bruno Mars — "The Lazy Song" (Biên đạo múa: Bruno Mars và Poreotics)
- Britney Spears — "Till the World Ends" (Biên đạo múa: Brian Friedman)

### Video có Hiệu ứng xuất sắc nhất
Katy Perry (song ca với Kanye West) — "E.T." (Hiệu ứng đặc biệt: Jeff Dotson for Dot & Effects)
- Chromeo — "Don't Turn the Lights On" (Hiệu ứng đặc biệt: The Mill)
- Linkin Park — "Waiting for the End" (Hiệu ứng đặc biệt: Ghost Town Media)
- Manchester Orchestra — "Simple Math" (Hiệu ứng đặc biệt: DANIELS)
- Kanye West (có sự tham gia của Dwele) — "Power" (Hiệu ứng đặc biệt: Nice Shoes và ArtJail)

### Quay phim xuất sắc nhất
Adele — "Rolling in the Deep" (Đạo diễn hình ảnh: Nathan Parker)
- Death Cab for Cutie — "You Are a Tourist" (Đạo diễn hình ảnh: Nick Gould, Tim Nackashi và Anthony Maitz)
- Lady Gaga — "Judas" (Đạo diễn hình ảnh: Amy Danger)
- Katy Perry (song ca với Kanye West) — "E.T." (Đạo diễn hình ảnh: Jason Fijal)
- Kanye West (song ca với Dwele) — "Power" (Đạo diễn hình ảnh: Babak Radboy)

### Biên tập xuất sắc nhất
Adele — "Rolling in the Deep" (Biên tập: Art Jones at Work)
- 30 Seconds to Mars — "Hurrican" (Biên tập: Jared Leto, Frank Snider, Michael Bryson, Stefanie Visser and Daniel Carberry)
- Manchester Orchestra — "Simple Math" (Biên tập: DANIELS)
- Katy Perry (song ca với Kanye West) — "E.T." (Biên tập: Jarrett Fijal)
- Kanye West (song ca với Rihanna and Kid Cudi) — "All of the Lights" (Biên tập: Hadaya Turner)

### Best Cinematography in a Video
Adele — "Rolling in the Deep" (Director of Photography: Tom Townend)
- 30 Seconds to Mars — "Hurricane" (Directors of Photography: Benoît Debie, Jared Leto, Rob Witt and Daniel Carberry)
- Beyoncé — "Run the World (Girls)" (Director of Photography: Jeffrey Kimball)
- Eminem (có sự tham gia của Rihanna) — "Love the Way You Lie" (Director of Photography: Christopher Probst)
- Katy Perry — "Teenage Dream" (Director of Photography: Paul Laufer)

### Video có thông điệp hay nhất
Lady Gaga — "Born This Way"
- Eminem (có sự tham gia của Rihanna) — "Love the Way You Lie"
- Katy Perry — "Firework"
- Pink — "Fuckin' Perfect"
- Rise Against — "Make It Stop (September's Children)"
- Taylor Swift — "Mean"

### Nghệ sĩ Latin xuất sắc nhất
Wisin & Yandel — "Zun Zun Rompiendo Caderas"
- Don Omar và Lucenzo — "Danza Kuduro"
- Enrique Iglesias (có sự tham gia của Ludacris và DJ Frank E) — "Tonight (I'm Lovin' You)"
- Maná — "Lluvia al Corazón"
- Prince Royce — "Corazón Sin Cara"

### Video Vanguard Award
Britney Spears